# 동부간선수로

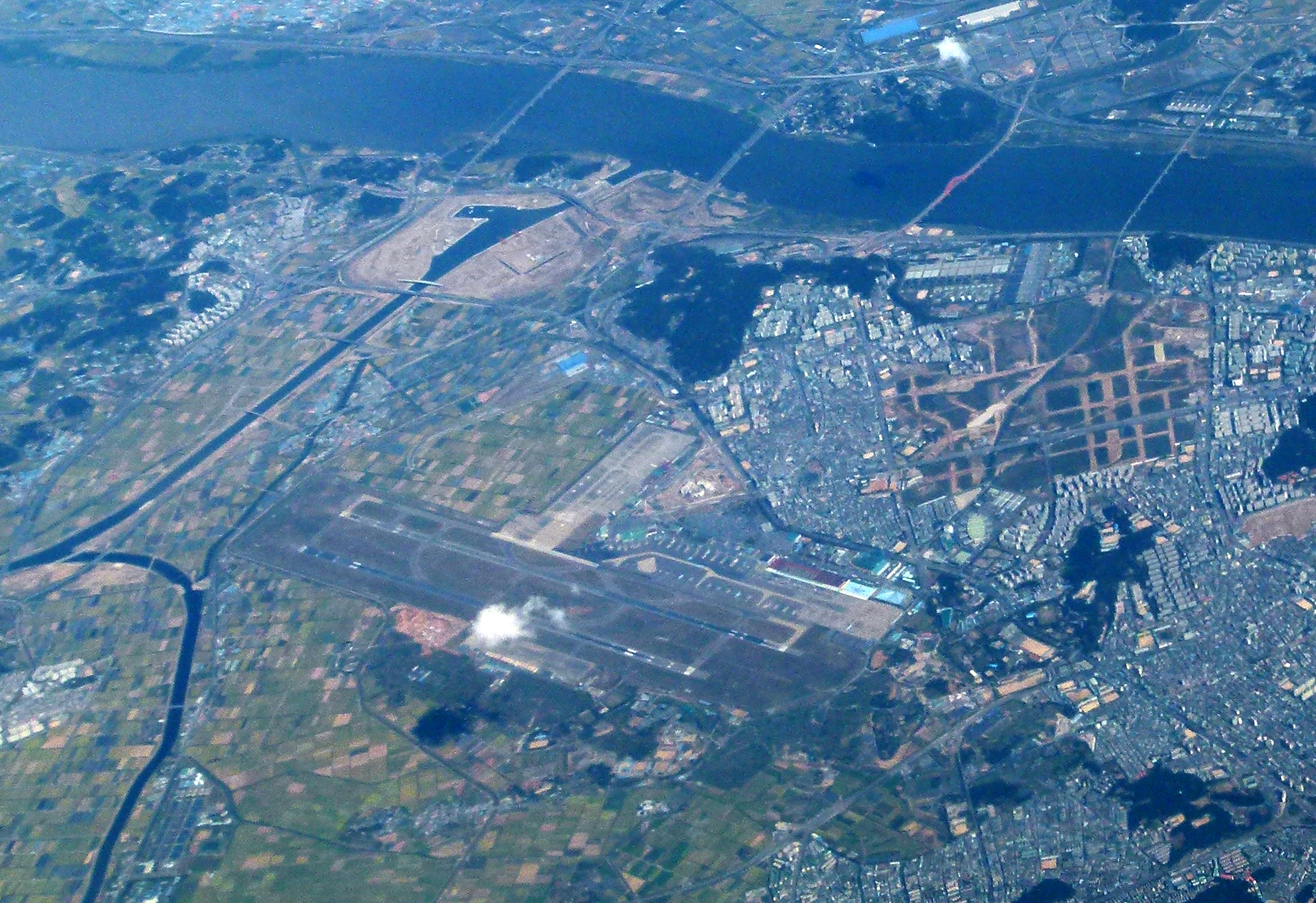
굴포천의 동쪽과 김포국제공항 활주로의 서쪽을 통과하는 동부간선수로. 4자로 된 수로는 경인 아라뱃길과 굴포천이다.

동부간선수로(東部幹線水路)는 경기도 김포시 고촌읍 신곡리의 신곡양배수장에서 한강물을 끌어올려 김포시, 서울특별시 강서구, 부천시 일대에 농업용수를 공급하는 인공 수로이다. 여름이면 상습적으로 물에 잠기던 지금의 경기도 부천시와 서울특별시 강서구(김포공항 부근) 일대의 평야에 산미증식계획의 일환으로 1923년 4월부터 1925년 3월까지 관개 시설을 건설하면서 만들어졌다. 수로는 용수 공급을 편리하게 하기 위하여 남쪽 방향으로 0.1퍼밀 기울어져 설계되었다.
대부둑 혹은 부둑천이라고도 불린다. 원래는 경기도 부천시 대장동, 오정동, 삼정동, 중동을 거쳐 상동까지 이어져 있었으나, 중동신도시를 조성하면서 삼정동 남쪽은 모두 매립되었다. 부천테크노파크 3단지 부근은 2005년에서 2007년 사이에 매립되었고, 오정물류단지 부근은 2013년에서 2016년 사이에 매립되었다.
경기도 김포시 고촌읍 전호리에서 경인 아라뱃길을 통과한다. 부천시 오정구 대장동-오정동 경계 부근에서 여월천이 통과한다. 오정동 산업로 인근에서 베르네천이 합류한다. 오정동-삼정동-내동 경계 부근에서 삼정1천이 통과한다.

## 같이 보기
- 굴포천
- 서부간선수로

## 참고 문헌
- 李榮薰 (1992). 《근대조선수리조합연구(近代朝鮮水利組合硏究)》. 서울: 일조각(一潮閣). ISBN 8933702237.